# Based on a T.R.U. Story
Based on a T.R.U. Story ist das Debütalbum des US-amerikanischen Rappers 2 Chainz. Es erschien am 14. August 2012 auf dem Label Def Jam Recordings. Als Gastmusiker wirkten an dem Album die Rapper Lil Wayne, Drake, Kanye West, Nicki Minaj und Dolla Boy, sein Rapkollege aus Playaz Circle, mit. Weitere beteiligte Musiker sind The-Dream, Mike Posner, The Weeknd und Chris Brown. Die Produktion besorgten Brick Squad Monopoly’s Southside, Mike WiLL Made It, Sonny Digital, Kanye West, Hit-Boy, Drumma Boy, DJ Mustard, Mr. Bangladesh und DJ Spinz.
Das Album erreichte Platz 1 der US-amerikanischen Billboard 200 und wurde in den USA für mehr als 500.000 verkaufter Kopien mit einer Goldenen Schallplatte ausgezeichnet. Bei den Grammy Awards 2013 wurde Based on a T.R.U. Story in der Kategorie Best Rap Album nominiert, unterlag jedoch Take Care von Drake.

## Hintergrund
2 Chainz begann 2007 noch unter dem Namen Tity Boi mit der Veröffentlichung von Solomaterial. Zu diesem Zeitpunkt war er noch Mitglied von Playaz Circle. In diesem Jahr erschien sein Mixtape Me Against the World!. Nach der Änderung seines Künstlernamens auf 2 Chainz veröffentlichte er 2011 das Mixtape T.R.U. REALigon, mit dem er erstmals die R&B/Hip-Hop-Albumscharts des amerikanischen Magazins Billboard erreichte. Es folgten zahlreiche Gastauftritte bei Aufnahmen anderer Musiker, darunter die kommerziell erfolgreichen Singles Mercy von Kanye West und Beez in the Trap von Nicki Minaj.
Am 24. März 2012 kündigte 2 Chainz über sein Twitterkonto die Veröffentlichung seines Debütalbums für den 14. August 2012 an. Am Rande seines ausverkauften Konzerts im SOB’s in New York am 30. Januar 2012 teilte er dem Webportal AllHipHop den Albumtitel T.R.U. 2 My REALigion mit. Sechs Wochen später, am 15. März 2012, gab 2 Chainz in einem Interview mit Fuse TV die Änderung des Albumtitels auf Based on a T.R.U. Story bekannt.

## Auskopplungen
Als Leadsingle des Albums wurde am 1. Mai 2012 der Titel No Lie vorgestellt und am 8. Mai 2012 auf iTunes veröffentlicht. Als Gastsänger wirkte der kanadische Rapper Drake mit, Produzent war Mike WiLL Made It. Das Musikvideo unter der Regie von Director X wurde am 21. Juni 2012 veröffentlicht.
Als zweite Single wurde am 24. Juli 2012 Birthday Song featuring Kanye West ausgekoppelt.
Die dritte Single aus dem Album, I’m Different wurde am 8. November 2012 veröffentlicht. Das zugehörige Musikvideo wurde erstmals am 23. Dezember 2012 auf MTV Jams gezeigt.

## Weitere Songs
Am 12. August 2012 wurde ein Musikvideo für I Luv Dem Strippers featuring Nicki Minaj veröffentlicht, am 17. März 2013 das Musikvideo für Crack, am 15. April 2013 das Musikvideo für Yuck! featuring Lil Wayne und am 24. April 2013 das Video für Like Me.

## Trackliste
| Nummer | Titel               | Autoren                                                                             | Produzenten                                                                                         | Länge | Anmerkung                        |
| ------ | ------------------- | ----------------------------------------------------------------------------------- | --------------------------------------------------------------------------------------------------- | ----- | -------------------------------- |
| 1.     | Yuck!               | Tauheed Epps, Dwayne Carter, Jr., Nicholas Warwar, Matthew Burnett                  | StreetRunner, Burnett                                                                               | 4:47  | featuring Lil Wayne              |
| 2.     | Crack               | Epps, Joshua Luellen                                                                | Southside                                                                                           | 4:32  |                                  |
| 3.     | Dope Peddler        | Epps, Shondrae Crawford                                                             | Mr. Bangladesh                                                                                      | 3:28  |                                  |
| 4.     | No Lie              | Epps, Drake, Noah Shebib, Michael Williams II, Marquel "Marz" Middlebrooks          | Mike WiLL Made It, Marz (co.), Noah "40" Shebib, Drake (vocal)                                      | 3:57  | featuring Drake                  |
| 5.     | Birthday Song       | Epps, Kanye West, Mike Dean, Sonny Uwaezuoke                                        | Sonny Digital, West (co.), BWheezy (co.), Anthony Kilhoffer (add.), Lifted (add.), Mike Dean (add.) | 5:06  | featuring Kanye West             |
| 6.     | I’m Different       | Epps, Dijon McFarlane, Mikely Adam                                                  | DJ Mustard, Mike Free                                                                               | 3:27  |                                  |
| 7.     | Extremely Blessed   | Epps, Terius Nash                                                                   | The-Dream                                                                                           | 4:05  | featuring The-Dream              |
| 8.     | I Luv Dem Strippers | Epps, Onika Maraj, Brandon Henshaw, Rico Brooks, Travis McFetridge, Ray Parker, Jr. | YoungStarr Beatz, Marvel Hitz, Megatron Holdings                                                    | 3:59  | featuring Nicki Minaj            |
| 9.     | Stop Me Now         | Epps, Earl "Dolla Boy" Coyners, Maurice "Kenoe" Jordan                              | Kenoe, Got Koke                                                                                     | 4:37  | featuring Dolla Boy              |
| 10.    | Money Machine       | Epps, Christopher Gholson                                                           | Drumma Boy                                                                                          | 4:43  |                                  |
| 11.    | In Town             | Epps, Michael Posner, Ronnie Jackson                                                | Mike Posner, Lil' Ronnie                                                                            | 3:26  | featuring Mike Posner            |
| 12.    | Ghetto Dreams       | Epps, Scarface, John Stephens, Carlos "6 July" Broady                               | Carlos Broady                                                                                       | 3:43  | featuring Scarface & John Legend |
| 13.    | Wut We Doin?        | Epps, Williams II, Middlebrooks                                                     | Mike WiLL Made It, Marz (co.)                                                                       | 4:25  | featuring Cap1                   |

Verwendete Samples
- Like Me enthält ein Sample von The Birds Part 1 von The Weeknd.
- Dope Peddler  enthält ein Sample von The Old Dope Peddler von Tom Lehrer.
- I Luv Dem Strippers  enthält ein Sample von Mr. Telephone Man von New Edition.
- Stop Me Now  enthält ein Sample von Nothing Can Stop Me von Cissy Houston.
- Yuck!  enthält ein Sample von Down for My Niggaz von C-Murder.